# Harmony Korine
Harmony Korine (* 4. ledna 1973 Bolinas, Kalifornie) je americký filmový režisér, scenárista, herec, fotograf a spisovatel.
Svou kariéru zahájil v roce 1995 scénářem k filmu Kids, který režíroval Larry Clark. Snímek, pojednávající o skupině newyorských teenagerů, jejichž jedinou zálibou jsou drogy a sex, se později dočkal kultovního statusu a Korinemu otevřel dveře k realizaci vlastních projektů. Prvním z nich byl film Gummo (1997), sledující životy obyvatel městečka Xenia po ničivém zemětřesení v roce 1974. Hlavní postavou jeho dalšího filmu, Julien Donkey-Boy (1999), je schizofrenik Julien a lidé z jeho okolí; postavu otce v něm hrál německý režisér Werner Herzog, který hrál i v jeho dalším filmu Pan Osamělý (2007). Později natočil filmy Trash Humpers (2009), Spring Breakers (2012) a The Beach Bum (2019).
Dále je autorem scénáře ke Clarkovu filmu Ken Park (2002) a režíroval videoklipy k písním od Sonic Youth, Cat Power a Rihanny. V roce 2012 natočil jeden segment povídkového filmu The Fourth Dimension. Také natočil reklamní spoty a nafotil propagační fotografie pro kampaně módních značek Gucci a Dior. V roce 1998 vydal knihu A Crack Up at the Race Riots.
Od roku 2007 je jeho manželkou herečka Rachel Korine, s níž má dvě děti.